# Vuelta a Andalucía 2004
La 50ª edición de la Vuelta a Andalucía se disputó entre el 15 y el 19 de febrero de 2004 con un recorrido de 870,8 km dividido en 5 etapas, con inicio en Huelva y final en Almería. 
Participaron 104 corredores repartidos en 13 equipos de ocho miembros cada uno de los que sólo lograron finalizar la prueba 78 ciclistas.
El vencedor, Juan Carlos Domínguez, cubrió la prueba a una velocidad media de 39,464 km/h. La clasificación de la montaña fue para el alemán Rolf Aldag, los españoles Samuel Sánchez y David Fernández Domingo se impondrían respectivamente las clasificaciones de la regularidad y las metas volantes, mientras que la clasificación por puntos (otras ediciones llamada combinada) fue para el holandés Max van Heeswijk. El mejor corredor  andaluz fue Carlos García Quesada al finalizar la prueba en el segundo puesto a tan sólo 15 segundos del ganador de la prueba.

## Etapas
| Etapa | Fecha         | Recorrido                                  | Km    | Ganador de la etapa   |
| 1ª    | 15 de febrero | Huelva-Sevilla                             | 184,7 | Tom Boonen            |
| 2ª    | 16 de febrero | Arcos de la Frontera-Benalmádena Costa     | 159,4 | Max van Heeswijk      |
| 3ª    | 17 de febrero | Humilladero-Alto de la Virgen de la Sierra | 159,4 | Juan Carlos Domínguez |
| 4ª    | 18 de febrero | Lucena-Jaén                                | 159,3 | Max van Heeswijk      |
| 5ª    | 19 de febrero | La Zubia-Almería                           | 186,0 | Erik Zabel            |